# Dick Turpin (serie televisiva)
Dick Turpin  è una serie televisiva britannica in 31 episodi trasmessi per la prima volta nel corso di 4 stagioni dal 1979 al 1982.
È una serie d'avventura ambientata nell'Inghilterra del XVIII secolo e liberamente ispirata alle vicende del bandito leggendario Dick Turpin.

## Trama
Inghilterra del XVIII secolo. Dick Turpin, dopo essere tornato a casa dal servizio militare, scopre di aver perso tutte le sue ricchezze a causa di una truffa e decide di diventare una sorta di Robin Hood. Si dà quindi alla vita criminale insieme all'inseparabile amico Nick Smith detto Swiftnick.

## Personaggi e interpreti
- Dick Turpin (stagioni 1-4), interpretato da Richard O'Sullivan.
- Swiftnick (stagioni 1-4), interpretato da Michael Deeks.
- Sir John Glutton (stagioni 1-2), interpretato da Christopher Benjamin.
- Capitano Nathan Spiker (stagioni 1-4), interpretato da David Daker.
- Isaac Rag (stagioni 1-3), interpretato da Alfie Bass.
- Big Nell (stagioni 1-2), interpretato da Joan Rhodes.
- Poll Maggot (stagioni 1-2), interpretata da Annabelle Lee.
- Davy (stagioni 1-2), interpretato da Keith James.
- Jane Harding (stagione 3), interpretato da Mary Crosby.
- Noll Bridger (stagione 3), interpretato da Oliver Tobias.
- Smith (stagione 3), interpretato da George Innes.
- Fytton (stagione 3), interpretato da Patrick Ryecart.

### Guest star
Tra le guest star: Eric Mason, Denis de Marne, Adam Stafford, Mary Maude, Julia Gambold, Griffith Davis, Harold Goodwin (II), Aaron Burchell, Bryan Marshall, Stewart Bevan, Keith James, James Woolley, Kevin Brennan, Julie Dawn Cole, Richard Harradine, Amanda Bell, Norman Warwick, Leo Dolan, Philip Locke, Jennie Linden, John Patrick, Patrick Macnee, Wilfrid Hyde-White, Patrick Ryecart, Jo Rowbottom, Alex McCrindle, Lesley Dunlop, Don Henderson.

## Produzione
La serie, ideata da Richard Carpenter, fu prodotta da London Weekend Television Le musiche furono composte da Dennis King.

### Registi
Tra i registi della serie sono accreditati:
- Charles Crichton in 10 episodi (1979-1982)
- Gerry Poulson in 10 episodi (1979-1981)
- James Allen in 9 episodi (1979-1980)
- Dennis Abey in 2 episodi (1980)

### Sceneggiatori
Tra gli sceneggiatori della serie sono accreditati:
- Richard Carpenter in 31 episodi (1979-1982)
- Paul Knight in 26 episodi (1979-1982)
- Sidney Cole in 25 episodi (1979-1982)
- John Kane in 3 episodi (1980-1982)

## Distribuzione
La serie fu trasmessa nel Regno Unito dal 6 gennaio 1979 al 6 marzo 1982 sulla rete televisiva Independent Television. In Italia è stata trasmessa con il titolo Dick Turpin.
Alcune delle uscite internazionali sono state:
- nel Regno Unito il 6 gennaio 1979 (Dick Turpin)
- in Belgio il 6 settembre 1979
- nei Paesi Bassi il 5 gennaio 1980
- in Francia il 14 ottobre 1985
- in Italia (Dick Turpin)

## Episodi
| Stagione         | Episodi | Prima TV UK |
| ---------------- | ------- | ----------- |
| Prima stagione   | 13      | 1979        |
| Seconda stagione | 7       | 1980        |
| Terza stagione   | 5       | 1981        |
| Quarta stagione  | 6       | 1982        |